# Rudolf Hornegg
Rudolf Hornegg (* 10. März 1898 in Wien-Hietzing als Carl Graf von Schönfeldt; † 3. Jänner 1984 ebenda; auch als Carl Graf Schönfeldt-Hornegg bekannt, seit 1919 amtlich Carl Schönfeldt) war ein österreichischer Rundfunksprecher und Fernsehmoderator.

## Leben

### Familie
Carl war der Sohn von Rudolf Graf von Schönfeldt (1864–1950), einem k.k. Beamten unter anderem im Fürsorgeministerium, das am 1. Jänner 1918 den Betrieb aufnahm. Seine Großmutter war die Schauspielerin Luise Neumann, seine Urgroßmutter die Schauspielerin Amalie Haizinger. Mit dem österreichischen Adelsaufhebungsgesetz 1919 verlor er das Recht auf seine adligen Titel und andere Vorrechte.
In erster Ehe war Carl Schönfeldt  mit Carmen geb. Sackermann (1905–1927) verheiratet. Aus dieser Ehe ging die Tochter Sybil Gräfin Schönfeldt hervor, die in Deutschland eine bekannte Schriftstellerin und Journalistin wurde. Seine Ehefrau starb sieben Wochen nach der Geburt dieser Tochter im Alter von knapp 22 Jahren.
In zweiter Ehe war Carl Schönfeldt seit 1947 mit Christl Arnold (1916–2013) verheiratet, die als Organisatorin des Wiener Opernballs später unter dem Namen „Gräfin Schönfeldt“ bekannt wurde.

### Tätigkeit

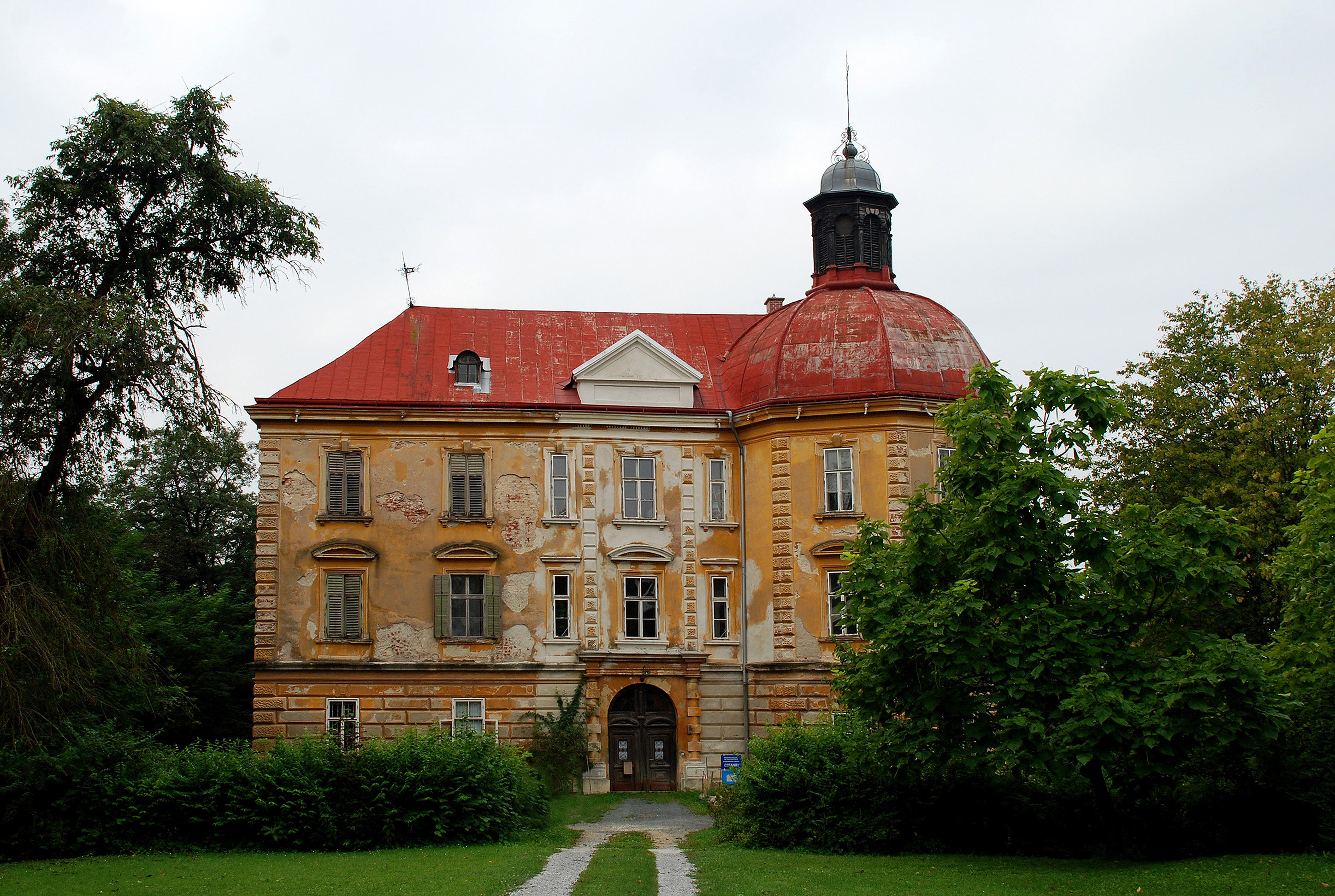
Schloss Hornegg

Carl Schönfeldt wuchs in der Steiermark auf und betätigte sich vor seiner Karriere bei Hörfunk und Fernsehen als Schriftsteller. Sein Pseudonym wählte er nach dem 1917 von seinem Vater erworbenen Schloss Hornegg in der Steiermark, das bis 1939 in seinem Besitz war.
In der Zwischenkriegszeit arbeitete er bei der deutschen Filmgesellschaft Ufa. Nach dem Ende des Zweiten Weltkriegs war er Mitarbeiter beim Sender Rot-Weiß-Rot, dem Radiosender der amerikanischen Besatzer in Österreich, und danach Rundfunksprecher beim Österreichischen Rundfunk (ORF).
Hornegg gilt als der erste Quizmaster beim ORF; er moderierte von 1958 bis 1974 die österreichische Version der Sendung Quiz 21. Darin stellte er Fragen von der leichten „Einser-“ bis zur „Elferfrage“. Die Spielkarten mit den Fragen pflegte er mit den Worten „Jetzt machen wir eine ordentliche Mischkulanz!“ zu vermischen.
Im Februar 1963 kommentierte er die Eurovisions-Liveübertragung des Wiener Opernballs. Seine zweite Ehefrau Christl war seit 1956 die erste Organisatorin des Opernballs nach dem Zweiten Weltkrieg. Mit ihr gemeinsam erfand Schönfeldt-Hornegg die erfolgreiche TV-Sendung Spaziergang in die Vergangenheit. Nach dem Ende seiner Moderatorentätigkeit arbeitete er für die Quiz-Sendereihe Risiko als Juror und Gestalter von Quizfragen.
Seine Grabstätte befindet sich am Grinzinger Friedhof (Gruppe 29, Reihe 3, Nummer 4). in Wien.